# 日常生活批判
日常生活批判（法語：Critique de la vie quotidienne）是由列斐伏爾（Henri Lefebvre，1901-1991）提出的传播学概念。列斐伏爾將日常生活批判定義為「自願被控制的時空」這是列斐伏爾針對於1950~1960年代歐美地區的社會結構的發現，並且將其分支為三個層面，分別為下層結構（生產技術與手段）、中層結構（生產為其中心的社會關係）、上層結構（意識形態）所組合而成。而經過資本主義的演進，到了1960年代開始列斐伏爾的日常生活批判經過變化，三個層面就變成了一種以「透過消費塑造出被控制的行動個體」。

## 列斐伏爾的現代社會三層論
由下層結構往上延伸至上層結構，分別為下層結構（經驗）被迫強制適應的日常生活 → 中層結構（想像）具有隱喻與轉喻的功能，利用其語句構成了社會的關係 → 上層結構（意識形態）所指的是消費、廣告、時尚、旅行等等。
具體而言，三層結構的含義是：
- 下層結構（經驗）：使人表現出強制或適應的一個層面，下層結構指的是在我們的思想中視為理所當然的合理狀態；如工作與消費，我們已經將努力的工作視為一種理所當然的想法，這是因為在社會中每一個人都告訴我們，如果你努力的工作就可以得到好的收入，而我們若是得到好的收入就可以用這筆薪水來消費犒賞自己努力工作所付出的辛勞。
- 中層結構（想像）：利用隱喻或者是轉喻來控制消費者的思維，如購買汽車或者是房子並不因為單純的認為購買汽車是為了用來把它當成代步工具，或是認為買房子就是認為想要有一個可以適合自己居住的場所，而是我們都將汽車和房子視為地位、成就與名聲的象徵。
- 上層結構（意識形態）：控制消費者，上層結構就是一個控制消費者的層面，這個層面將消費視為至高無上的思想，就以中層結構中所講訴的汽車來舉例，中層結構會去購買汽車是因為汽車象徵著名譽、成就、社會地位，而塑造汽車形象的就是我們常見的「廣告」，廣告影響著消費者，並且不停的向消費者傳達著「快來消費！」的聲音，就如同列斐伏爾（Henri Lefebvre）主張「現代人的意識是透過消費次系統而被多元的控制著」。